# ابوالعاص بن ربیع
ابوالعاص (درگذشت: ذی‌الحجه سال ۱۲ ه‍. ق) پسر ربیع پسر عبدالعزی پسر عبدالشمس پسر عبدمناف است. وی در جنگ بدر علیه پیامبر اسلام و پیروانش جنگید و توسط عبدالله بن جبیر اسیر شد و بعدها در سال ۶ (قمری)ششم یا هفتم هجری مسلمان شد. 
او قبل از پیامبری محمد با زینب دختر محمد ازدواج کرد. حاصل این ازدواج دختری به نام امامه است. کتاب مشرکی در خانواده پیامبر به رابطه زینب و ابوالعاص می‌پردازد.